# Прапор Глогува
Прапор Глогува – біло-червона шахова дошка прямокутної форми та 40 квадратів у прямокутнику 8 х 5. Відношення ширини прапора до його довжини дорівнює 5:8. Білий і червоний кольори – кольори міста.

Кольори прапора засновані на гербі князів Глогувських і Жаганських.

Герб князів Глогувських і Жаганських
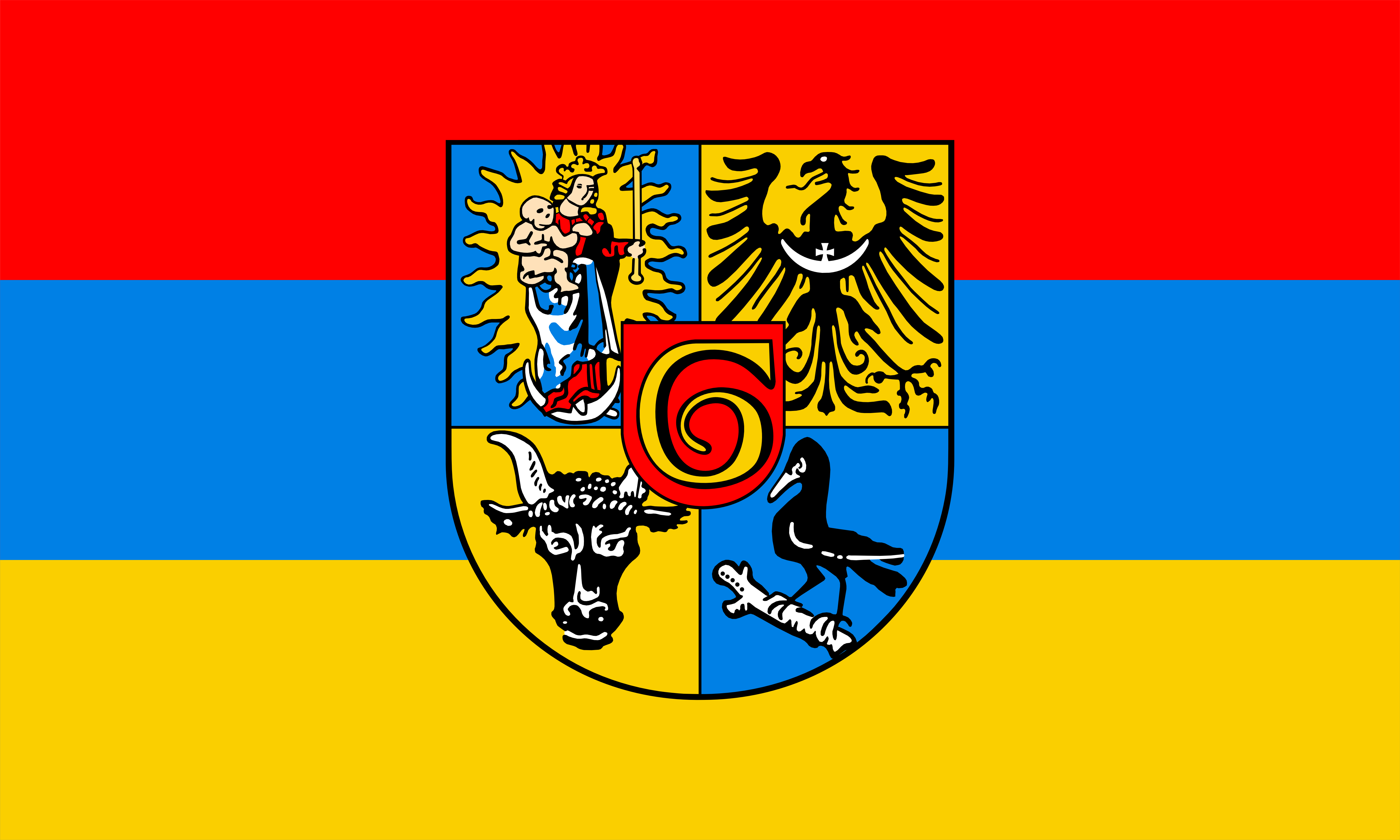
Довоєнний прапор Глоґува, використовувався до 1939 року